# Witrijt
De Witrijt (oorspronkelijk: Wilreit of Wilrijt) is een buurtschap in de gemeente Bergeijk in de Nederlandse provincie Noord-Brabant. Het ligt in het westen van de gemeente, ongeveer 4 kilometer ten noordwesten van Luyksgestel.
De buurtschap heeft 67 inwoners verdeeld over 27 gezinnen en ontleent de naam aan het riviertje Witrijt. De buurtschap valt onder te verdelen in de twee nederzettingen Kleine Witrijt en Groot Witrijt, waarvan de laatst genoemde in de volksmond gewoonlijk De Witrijt wordt genoemd.

## Landgoed De Witrijt
Landgoed de Witrijt is sedert 1971 eigendom van Staatsbosbeheer. De Witrijt behoorde tot de NV Landgoederen De Witrijt + Bosserheide, eigendom van de familie Claessen-Laumans. Een klein deel van dit landgoed is nog in eigendom van deze familie. Om hun status te laten blijken werden vaak grote lanen met Amerikaanse eiken aangelegd. Zij hadden hier verscheidene fruit en hout bedrijven. Het landgoed telde 480Ha in de omgeving van Bergeijk, Postel, Bladel en een klein deel in België. Tijdens de Tweede Wereldoorlog werd dit landgoed door de familie gebruikt om ongezien Joden met succes naar het veilige België te verplaatsen.
Hoofdplaats: Bergeijk      Dorpen: Loo · Luyksgestel · Riethoven · Weebosch · Westerhoven

Buurtschappen: Boshoven · Boscheind · Braambosch · Broekhoven · De Aa · De Rund · Eind · Heiereind · Hooge Berkt · Lage Berkt · Loveren · Muggenhool · Rijt · Sengelsbroek · Spaanrijt · Voort · Walik · Witrijt

Noord-Brabant: Steden en dorpen      Nederland: Provincies · Gemeenten